# Apollo i Dafne (rzeźba)
Apollo i Dafne – marmurowa rzeźba naturalnej wielkości wykonana przez Włocha Giovanniego Lorenza Berniniego. Znajduje się w Galerii Borghese w Rzymie, jedno z najsławniejszych dzieł artysty.
Prace nad pomnikiem trwały w latach 1622-25. Rzeźba ma 243 cm wysokości, a wykonana jest z marmuru.
Bernini uwiecznił w formie rzeźby moment przemiany Dafne w krzak wawrzynu (drzewo laurowe). Apollo, uważany za boga piękna, zakochał się w Dafne. Ona, daremnie próbując uciec od zakochanego, uprosiła ojca, aby ten zamienił ją w wawrzyn. Dafne jest symbolem miłości niedostępnej i dziewictwa.